# أميد الليثيوم
 أميد الليثيوم  مركب كيميائي لا عضوي له الصيغة LiNH2، ويكون على شكل بلورات بيضاء.

## التحضير
يحضر أميد الليثيوم من إضافة فلز الليثيوم إلى الأمونياك السائل حسب المعادلة:
{\displaystyle \mathrm {2\ Li\ +\ 2\ NH_{3}\ \longrightarrow \ 2\ LiNH_{2}\ +\ H_{2}} }

## الخواص
- تكون الرابطة بين أيون الليثيوم والأميد رابطة أيونية، ويعبر عنها بالشكل -Li+NH2 .
- يتفكك أميد الليثيوم عند التماس مع الماء.

## أميدات الليثيوم
يطلق اسم أميدات الليثيوم في الكيمياء العضوية على أملاح الليثيوم للأمينات أي لها الصيغة العامة -Li+NR2 ، مثل مركب ثنائي إيزوبروبيل أميد الليثيوم (LDA) الذي لديه استخدامات عديدة.
تحضر هذه الأميدات من تفاعل الليثيوم مع الأمين الموافق، ويرافق ذلك انطلاق غاز الهيدروجين حسب المعادلة:
{\displaystyle \mathrm {2\ Li\ +\ 2\ R_{2}NH\ \longrightarrow \ 2\ LiNR_{2}\ +\ H_{2}} }
تمتاز مركبات أميدات الليثيوم بنشاطها الكيميائي وتعد من القواعد القوية. وفي حال عدم إعاقة ذرة النيتروجين فراغياً فإن هذه المركبات لها صفة أليفة النواة (نكليوفيلية).

### أمثلة
لقد تم التمكن من بلورة ملح الليثيوم لمركب 6،6،2،2-رباعي ميثيل بيبيريدين على شكل رباعي وحدات (تترامير).

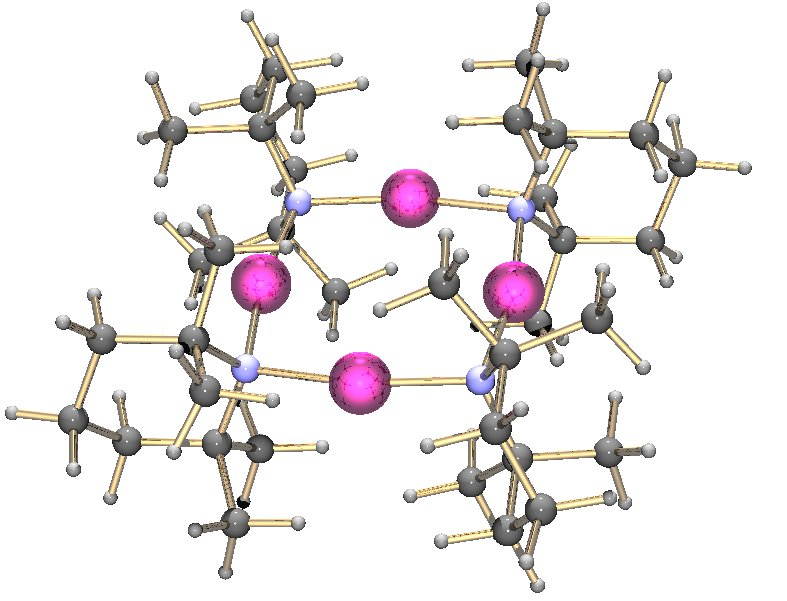
رباعي وحدات لأميد الليثيوم.

بالمقابل فإن مشتق الليثيوم لمركب ثنائي-(1-فينيل إيثيل)أمين يتبلور على شكل ثلاثي وحدات (تريمير).

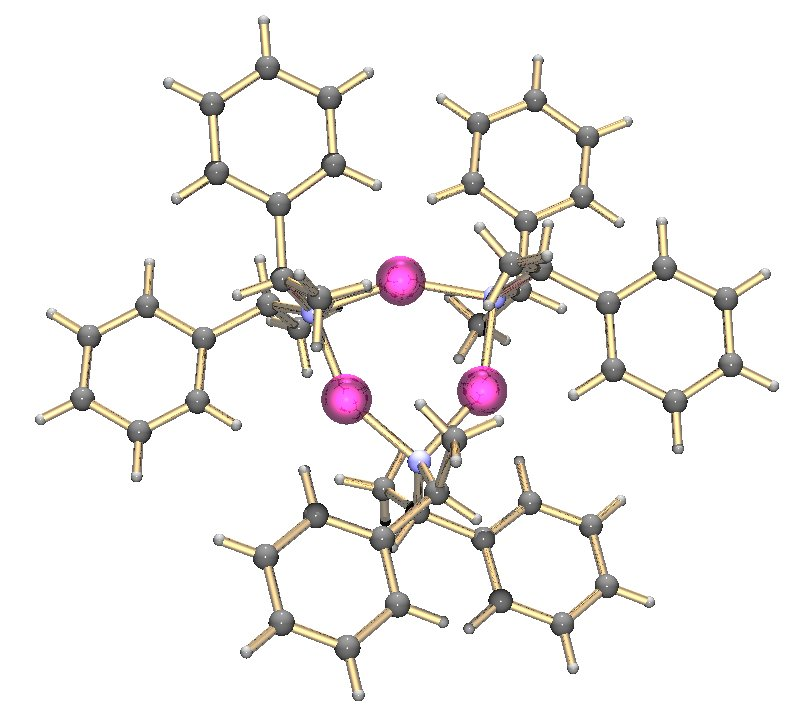
ثلاثي وحدات لأميد الليثيوم.

كما أنه من الممكن تشكيل وحدات قليلة مختلطة من ألكوكسيدات الفلز والأميدات. ولهذه المركبات الناشئة صلة بالقواعد الفائقة والتي هي مزيج من ألكوكسيدات الفلزات والألكيلات. من الممكن أيضاً أن يتشكل قليل وحدات حلقي وذلك عندما يشكل نيتروجين الأميد رابطة سيغما مع الليثيوم، في حين يشارك الزوج الوحيد الإلكتروني مع ذرة فلز أخرى.